# Bounty Killer
Bounty Killer (Kingston, 12 de juny de 1972) és un deejay de reggae i dancehall d'origen jamaicà. És el fundador d'una col·lectivitat del dancehall coneguda com a The Alliance, juntament amb el cantant Mavado.

## Carrera

### Inicis
Va néixer en una família de nou, a Seaview Garden, un barri pobre als afores de Kingston. El seu pare va marxar del país per guanyar-se la vida. Quan a la seva infantesa caminava pels veïnatges de Kingston, va quedar atrapat en un tiroteig i una bala el va ferir. Com a conseqüència va passar diversos dies a l'hospital, i allí va decidir canviar el seu nom a Bounty Killa o Bounty Killer.

### Anys noranta
Abans de la seva entrada a la indústria del dancehall, Bounty Killer es dedicava al comerç minorista com a empresari venedor d'estatuetes. Després es va animar a gravar a l'estudi de King Jammy, a Kingston. Un dels senzills de Bounty Killer va ser Coppershot. Aquesta cançó va agradar a Johnny Wonder, important figura en el reggae novaiorquès, qui la va difondre en els mercats urbans dels barris pobres de Nova York.
L'any 1993, Bounty Killer es va fer famós al festival anual Sting, que es fa uns dies després del Nadal. A l'Sting Festival de 1997 es barallar a cops de puny amb altres músics. La seva rivalitat amb Beenie Man és ben coneguda.
L'any 1998, li van demanar la seva cançó Deadly zone per a la pel·lícula Blade, però finalment no va ser utilitzada.
Bounty Killer interpreta reggae riddim, utilitzant guitarres elèctriques i sense piano riff. Ha expressat menyspreu pel rap, que ell anomena «embarrassing to reggae» (una vergonya pel reggae), malgrat que ha col·laborat amb els rapers Wu-Tang Clan i Mobb Deep.
En aquella època, Bounty Killa va gravar cançons com Defend the poor, Mama, Book, book, book, Babylon system i Down da gueto. Va començar a ser reconegut als Estats Units i a Europa, fent enregistraments amb cantants com Masta Killa, The Fugees, Wyclef Jean, Mobb Deep, Capone-N-Noreaga, No Doubt, Swizz Beatz, Busta Rymes i AZ. Als anys noranta va llançar molts àlbums, i als anys dos mil va publicar molts senzills.

### Anys 2000
L'any 2006, Bounty Killer va signar contracte amb l'empresa discogràfica VP Rècords. El 7 de novembre de 2006 va publicar l'àlbum Nah no mercy - The warlord scrolls. Diversos artistes joves han copiat el seu estil, parlem d'artistes com Mavado, Vybz Kartel i altres membres de The Alliance.

## Controvèrsies
L'any 2003 Price va cancel·lar dos dels seus concerts al Regne Unit després que el magazín LGBT Outrage! demanés a Scotland Yard el seu arrest per cançons contra els homosexuals. El cantant va tornar als escenaris el 2006 després d'una aturada de tres anys, des de llavors ha enfocat les seves lletres més en comentaris socials i cançons sobre festa, admetent que no pararà atenció ni atacarà a la comunitat gai amb la seva música.

## Vida personal
Bounty Killer va ser arrestat en diverses ocasions:
- L'any 2001, al festival anual per la pau Reggae Sumfest, per una baralla a cops de puny amb un altre músic.
- El juny de 2006, Bounty Killer va ser arrestat per la policia de Jamaica per colpejar a la mare del seu fill, de qui estava divorciat. L'agressió va ser perpetrada quan va veure a Julia Rambally, de trenta-tres anys, caminant amb les seves amigues cap a un ball. Bounty va declarar que simplement van discutir. Però més tard el metge va comprovar que tenia molts cops en el rostre, que va ser arrossegada pel pis i que el seu cap havia estat colpejat contra una paret, i finalment la jove va ser trepitjada a terra.
- El 2008, en el mateix festival, per incitació a l'assassinat.
- El 3 de febrer de 2009 per saltar-se set semàfors en vermell a Kingston (Jamaica).
- El 2009 per negar-se a prendre la prova d'alcoholèmia en notar que estava conduint alcoholitzat a gran velocitat.[4]

## Discografia

### Àlbums
- 1994: Roots, reality & culture (VP Records).
- 1994: Jamaica’s most wanted (Greensleeves Records).
- 1994: Guns out (Greensleeves Records).
- 1994: Face to face (VP Records).
- 1994: Down in the ghetto (Greensleeves Records).
- 1995: No argument (Greensleeves Records).
- 1996: My Xperience (VP Records/TVT Records).
- 1997: Ghetto gramma (Greensleeves Records).
- 1998: Next millennium (VP Records/TVT Records).
- 1999: 5th element (VP Records).
- 2002: Ghetto dictionary: the mystery (VP Records).
- 2002: Ghetto dictionary: the art of war (VP Records).
- 2006: Nah no mercy: the warlord scrolls (VP Records).

### Senzills

#### Senzills d'E.U.A
| Any  | Títol | Posició | Posició     | Àlbum                                 |
| Any  | Títol | Hot 100 | R&B/Hip-Hop | Àlbum                                 |
| ---- | --- | ------- | ----------- | ------------------------------------- |
| 1994 | "You Don't Love Me (No, No, No) (World of Respect '94 Mix)" (Dawn Penn amb Ken Boothe, Dennis Brown i Bounty Killer) | 58      | 42          | Come Again                            |
| 1997 | "Hip-Hopera" (amb Fugees)                                                                                            | 81      | 54          | My xperience                          |
| 1998 | "Deadly Zone" (amb Mobb Deep i Big Noyd)                                                                             | 79      | 48          | Next Millennium/Banda sonora de Blade |
| 2001 | "Hey baby" (No Doubt amb Bounty Killer)                                                                              | 5       | —           | Rock steady                           |
| 2002 | "Guilty" (Swizz Beatz amb Bounty Killer)                                                                             | —       | —           | Presents G.H.E.T.T.O. Stories         |
| 2005 | "P.S. a. B.K. 2004" (amb Jay-Z)                                                                                      | —       | 75          | –                                     |

## Col·laboracions
- 2001: «Educated fools», a Halfway tree de Damian Marley.
- 2001: «Man a rise», a Journey to Jah de Gentleman.
- 2001: «Khaki suit», a Welcome to Jamrock de Damian Marley i Eek-a-mouse.
- 2008: «Controlando el area», a Caribbean Connection de Matxet Music i Daddy Yankee.